# Gert Engels
Gert Engels (sinh ngày 26 tháng 4 năm 1957) là một cựu cầu thủ và huấn luyện viên bóng đá người Đức. Ông từng dẫn dắt Đội tuyển bóng đá quốc gia Mozambique từ 2011-2013.